# Rhinoptilus africanus
Rhinoptilus africanus е вид птица от семейство Glareolidae.

## Разпространение
Видът е разпространен в Ангола, Ботсвана, Етиопия, Зимбабве, Кения, Намибия, Сомалия, Танзания и Южна Африка.